# Whirlo
Whirlo (connu au Japon sous le nom Xandra no Daibōken: Valkyrie to no Deai (サンドラの大冒険 ワルキューレとの出逢い Sandora no Daibōken: Warukyūre to no Deai?) est un jeu vidéo d'action-plates-formes développé et édité par Namco. Il est sorti au Japon le 23 juillet 1992 sur Super Famicom, puis en Europe sur Super Nintendo. Ce jeu fait partie de la série Valkyrie de Namco,,. Il met en avant un des personnages secondaires de la série, Whirlo (Krino Xandra).

## Synopsis
Dans le paisible Monde Merveilleux, le pays de Sandros est soudainement la proie d'une pluie de cendres émises par la montagne Alsandra, ce qui rend les habitants malades. Whirlo, une sorte d'homme-lézard qui fait partie du clan Xandra, part en quête pour trouver un remède miracle afin de sauver son fils atteint par le mal.

## Système de jeu
Le jeu est composé de cinq mondes. Whirlo est capable de différents sauts, d'attaquer à l'aide d'un trident.